# Marcello Pagliero
Marcello Pagliero (Londra, 15 gennaio 1907 – Parigi, 9 dicembre 1980) è stato uno sceneggiatore, regista e attore italiano attivo nel cinema italiano e francese.

## Biografia
Figlio di un genovese e di una francese, nel 1914 venne condotto in Italia per gli studi regolari, arrivando a laurearsi in legge. Dopo aver collaborato a diverse riviste e giornali come critico letterario e d'arte, iniziò a dedicarsi al cinema come traduttore di dialoghi per film stranieri, e dal 1940 scrisse copioni per film italiani diretti da Giorgio Simonelli, Flavio Calzavara e Carlo Campogalliani.
Nel 1943 passò dietro la macchina da presa, ma i suoi primi tentativi di dirigere un film non furono molto felici; iniziò tre pellicole ma dovette abbandonarne due per mancanza di finanziamenti e soprattutto per il precipitare degli eventi bellici. Sul set di Scalo merci incontrò Roberto Rossellini, che diventò suo amico e nel 1945 lo fece partecipare come attore e aiuto operatore, insieme a Carlo Di Palma e Gianni Di Venanzo, al film Roma città aperta, in cui interpretò l'ingegnere comunista Manfredi, capo della Resistenza. Insieme a Rossellini, scrisse il soggetto di un'altra opera cardine del neorealismo, Paisà (1946).
Nel 1946 riuscì a dirigere il suo primo film, Roma città libera, sceneggiato da Ennio Flaiano, Cesare Zavattini e Marcello Marchesi, e interpretato da Andrea Checchi e Valentina Cortese.
Dopo aver interpretato ancora il ruolo di un ingegnere nel film L'altra (1947), diretto da Carlo Ludovico Bragaglia, si trasferì in Francia, dove iniziò una carriera come attore in diversi film drammatici e noir, e continuò quella di regista, dirigendo Un homme marche dans la ville (1949).
In Italia rientrò verso la metà degli anni cinquanta, per l'unica sua esperienza teatrale (nel 1953 mise in scena, collaborando con Luciano Lucignani, un'edizione della Mandragola di Niccolò Machiavelli) e alcune altre cinematografiche, dirigendo nel biennio 1954-1955 film drammatici come Vestire gli ignudi (1954), tratto da Luigi Pirandello, Vergine moderna (1954) e avventurosi come Cheri-Bibi (Il forzato della Guiana) (1955). Rientrò definitivamente in Francia, dove diresse altre opere e continuò più saltuariamente le apparizioni come attore fino al suo ritiro, avvenuto verso la fine degli anni sessanta.

## Filmografia

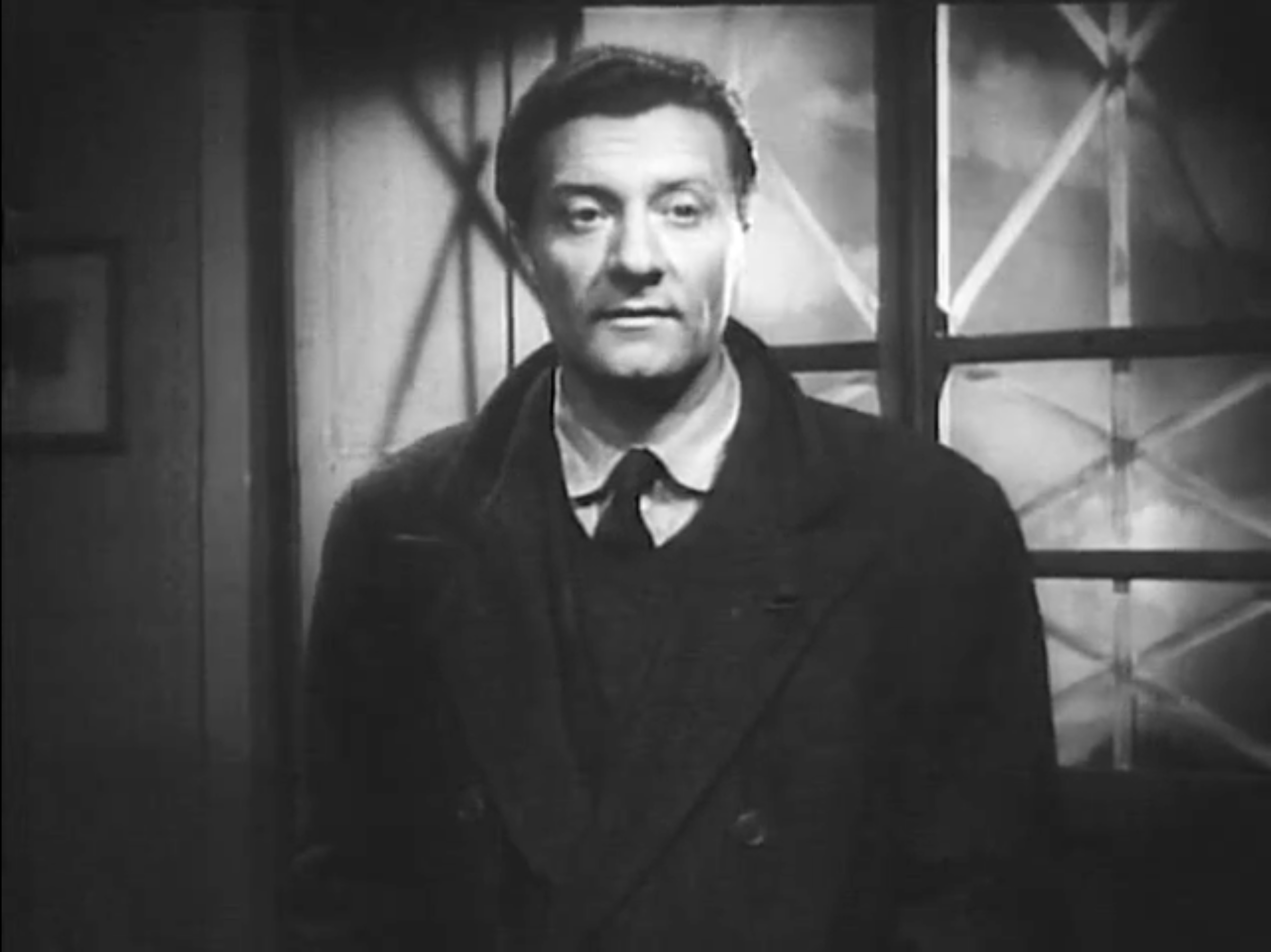
Marcello Pagliero in Roma città aperta (1945)

### Regista
- 07... tassì (1946)
- Nebbie sul mare, co-regia con Hans Hinrich (1944)
- Desiderio, co-regia con Roberto Rossellini (1945)
- Giorni di gloria – documentario (1945)
- Roma città libera (1946)
- Un homme marche dans la ville (1950)
- La Rose rouge (1950)
- Gli amanti del fiume (1950)
- Azur – documentario (1951)
- La mondana rispettosa (La Putain respectueuse) (1952)
- Destini di donne (Destinées), episodio Elizabeth - La vittima della guerra (1953)
- Vestire gli ignudi (1954)
- Vergine moderna (1954)
- Cheri-Bibi (Il forzato della Guiana) (Chéri-Bibi) (1955)
- Tesoro nero (L'Odyssée du Capitaine Steve) (1956)
- Vingt-mille lieues sur la terre (1960)

### Attore
- Roma città aperta, regia di Roberto Rossellini (1945)
- L'altra, regia di Carlo Ludovico Bragaglia (1947)
- Risorgere per amore (Les jeux sont faits), regia di Jean Delannoy (1947)
- Dédée d'Anvers, regia di Yves Allégret (1947)
- La Voix du rêve, regia di Jean-Paul Paulin (1948)
- Désordre, regia di Jacques Baratier – cortometraggio (1949)
- Turbine (Tourbillon), regia di Alfred Rode (1953)
- La Casbah di Marsiglia (Seven Thunders), regia di Hugo Fregonese (1957)
- La dolce età (Le Bel Âge), regia di Pierre Kast (1959)
- I cattivi colpi (Les Mauvais Coups), regia di François Leterrier (1961)
- La scelta di Davy (Ton ombre et la mienne), regia di André Michel (1962)
- Sinfonia per un massacro (Symphonie pour un massacre), regia di Jacques Deray (1963)
- Les beaux jours d'Agatha, regia di Pierre Cardinali – film TV (1964)
- Nick Carter e il trifoglio rosso (Nick Carter et le trèfle rouge), regia di Jean-Paul Savignac (1965)
- Da New York: mafia uccide! (Je vous salue, Mafia!), regia di Raoul J. Lévy (1965)
- Affaire Vilain contre ministère public, regia di Robert Guez – serie TV, 19 episodi (1968)
- Les Gauloises bleues, regia di Michel Cournot (1968)
- La Nuit bulgare, regia di Michel Mitrani (1969)

### Sceneggiatore e soggetto
- La danza del fuoco, regia di Camillo Mastrocinque (1940) – sceneggiatura
- Anime in tumulto, regia di Giulio Del Torre (1941) – soggetto e sceneggiatura
- Confessione, regia di Flavio Calzavara (1941) – sceneggiatura
- Le due tigri, regia di Giorgio Simonelli (1941) – sceneggiatura
- Si chiude all'alba, regia di Nino Giannini (1944) – soggetto
- La gondola del diavolo, regia di Carlo Campogalliani (1945) – sceneggiatura
- Paisà, regia di Roberto Rossellini (1946) – soggetto

## Doppiatori italiani
- Lauro Gazzolo in Roma città aperta
- Emilio Cigoli in L'altra